# 床鳴
床鳴（とこなる、1975年2月25日 - ）は、大相撲の床山。本名は相馬大岳。青森県青森市出身。現在田子ノ浦部屋所属（所属部屋履歴は鳴戸部屋→田子ノ浦部屋）。現在一等床山を務めている。
稀勢の里の初土俵から断髪式まで17年半にわたって稀勢の里を担当してきた床山である。

## 履歴
- 1990年3月場所 - 採用。
- 1999年以前 - 四等床山。
- 2001年1月場所 - 三等床山に昇進。
- 2011年1月場所 - 二等床山に昇進。
- 2021年1月場所 - 一等床山に昇進。